# Kloster Arenberg

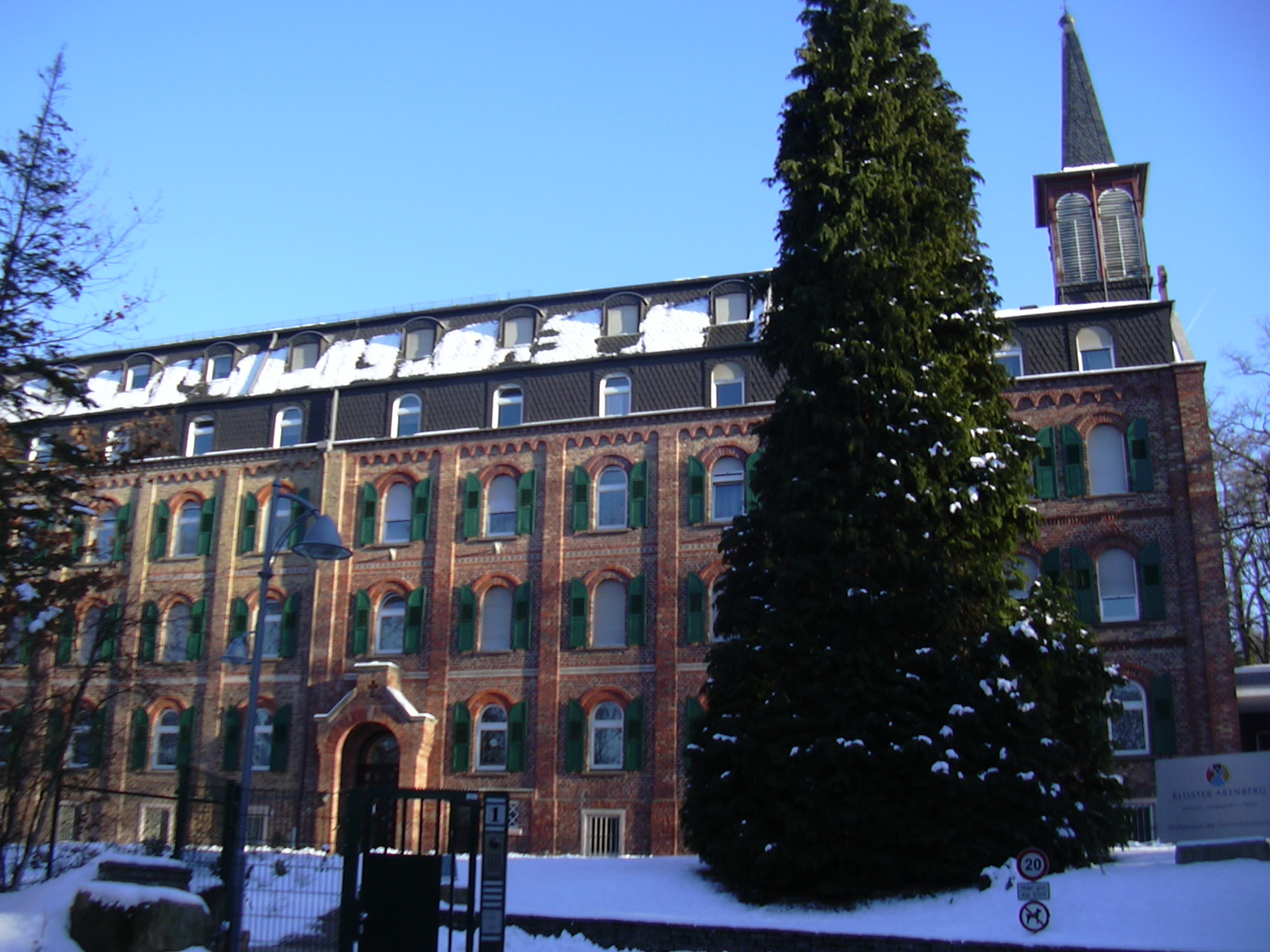
Das Kloster Arenberg – Mutterhaus der Dominikanerinnen

Das Kloster Arenberg ist das Mutterhaus der Arenberger Dominikanerinnen, Schwestern der heiligen Katharina von Siena im Orden des heiligen Dominikus. Nach eigener Aussage wollen die Ordensfrauen ihren „Alltag in der Gemeinschaft aus der Kraft des Evangeliums gestalten“ und offen sein für Menschen, die Ruhe und Stille suchen. Daher gehören zu dem Kloster im Koblenzer Stadtteil und Wallfahrtsort Arenberg ein Gästehaus und ein vielfältiges Bildungsangebot.
Seit 2002 gehören das Kloster Arenberg und der Wallfahrtsort als nördlichster Punkt zum UNESCO-Welterbe Oberes Mittelrheintal.

## Geschichte

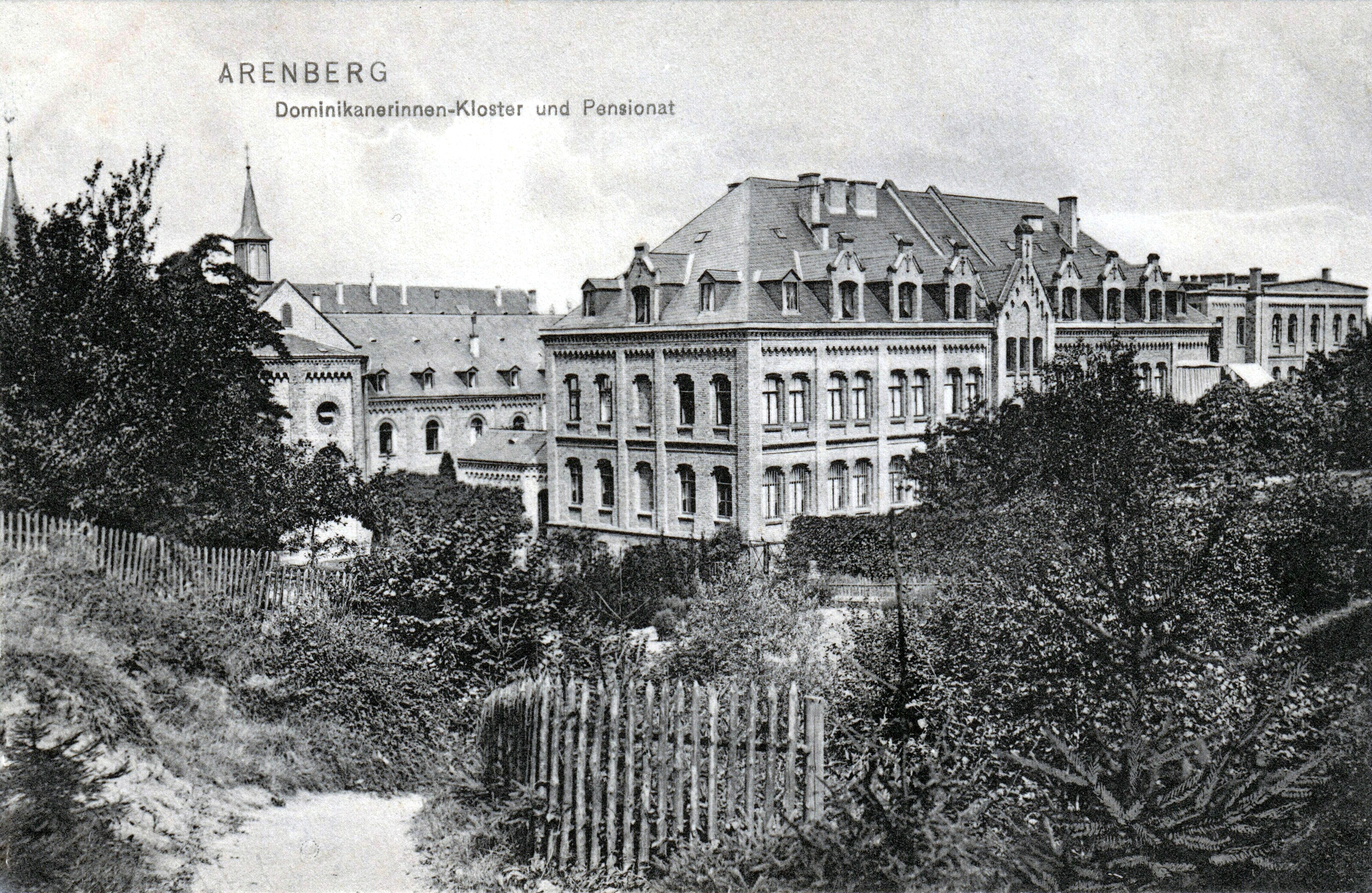
Die Klosterbauten um 1910

Pfarrer Johann Baptist Kraus, der die später nach ihm benannten Wallfahrtsanlagen, die Pfarrer-Kraus-Anlagen, anlegen ließ, hatte 1864 ein kleines Klostergebäude errichten lassen. Aus der Schweiz holte er 1868 zwei Schwestern nach Arenberg, die dort wohnen, die Anlagen pflegen sowie soziale Aufgaben in der Gemeinde übernehmen sollten, nachdem Papst Pius IX. die Gründung eines auf Schule und Krankenpflege ausgerichteten Klosters genehmigt hatte. Ebenfalls 1868 kam Anna Maria Josepha Willimann nach Arenberg, die in der Schweiz als Klosterpförtnerin gearbeitet hatte. Wenig später erhielt sie den Ordensnamen Maria Cherubina. Später unterschrieb sie mit „Cherubine“.
Innerhalb des Ordens und unter den Arenberger Schwestern kam es zu Spannungen zwischen den Anhängerinnen einer ausschließlich kontemplativen Lebensweise und denen, die ihre Aufgabe in erster Linie in sozialer Arbeit sahen. Diese Auseinandersetzungen, an denen das Kloster zu scheitern drohte, führten schließlich dazu, dass Kloster Arenberg selbstständig wurde und der Trierer Bischof Michael Felix Korum Schwester Cherubine Willimann als Priorin einsetzte. 1877 schloss sich die Gemeinschaft in Arenberg den Dominikanerinnen an. Unter Schwester Cherubine wuchs das Kloster und gründete Filialen. Cherubine Willimann starb am 18. Dezember 1914 im Alter von 72 Jahren. Kurze Zeit später hatte das Kloster Arenberg 42 Niederlassungen außer dem Mutterhaus. 1914 wurde die Kongregation der „Schwestern der heiligen Katharina von Siena im Orden des heiligen Dominikus in Arenberg“ päpstlich anerkannt.

## Beschreibung
Rund 50 Jahre lang betrieben die Schwestern in ihren Gebäuden ein Kneipp-Sanatorium, bevor sie es Anfang der 2000er-Jahre zu einem Ort der religiösen Einkehr, verbunden mit medizinischen Anwendungen und Kuren, Bildungs- und Erholungsangeboten umgestalteten. Es gibt einen Wellness-Bereich mit Schwimmbad und Sauna, Gruppen für gymnastische Übungen, Tautreten und Aquafitness. Man kann an den Gebetsstunden der Dominikanerinnen teilnehmen und mit ihnen bei Bedarf persönliche Gespräche führen. Auch die Klosterbibliothek ist für die Gäste zugänglich.
Im Sommer findet alljährlich ein Wandelkonzert mit Darbietungen von Kirchenmusik und Chören aus verschiedenen Epochen statt, das die Kirche des Klosters der Arenberger Dominikanerinnen ebenso integriert wie die Wallfahrtskirche St. Nikolaus. Die Außenanlagen sind zu diesem Fest illuminiert.
Westlich des Mutterhauses der Dominikanerinnen erstrecken sich ein weitläufiger Park und ein Kräutergarten. Bei Interesse erklären die Schwestern die Pflanzen und bieten Tee an. Für die von den blühenden Pflanzen angelockten Insekten hat man ein Insektenhotel, eine Nisthilfen-Konstruktion auf mehreren Ebenen, gebaut. Schaukästen gibt es auch zur Bienenkunde sowie klostereigenen Honig.
An der Westgrenze des Parks, der in Obstplantagen hoch über dem Rheintal übergeht, ist eine zweite Lourdes-Grotte mit Rastplatz und Marienstatue nachgebaut, ein Gegenstück zu derjenigen in den Pfarrer-Kraus-Anlagen.

## Orgel
Die Orgel der Klosterkirche wurde 1996 von der Freiburger Orgelbaufirma Hartwig Späth (March-Hugstetten) erbaut. Das Instrument hat 25 Register auf zwei Manualen und Pedal.
| I Hauptwerk C–g3 |       |
| Bourdon          | 16′   |
| Prinzipal        | 8′    |
| Rohrflöte        | 8′    |
| Gamba            | 8′    |
| Oktave           | 4′    |
| Blockflöte       | 4′    |
| Quinte           | 2 ⁄3′ |
| Oktave           | 2′    |
| Mixtur IV        | 1 ⁄3′ |
| Trompete         | 8′    |

| II Schwellwerk C–g3 |        |
| Offenflöte          | 8′     |
| Salicional          | 8′     |
| Schwebung           | 8′     |
| Prinzipal           | 4′     |
| Gedacktflöte        | 4′     |
| Nazard              | 2 ⁄3′  |
| Nachthorn           | 2′     |
| Terz                | 1 3⁄5′ |
| Quinte              | 1 ⁄3′  |
| Oboe                | 8′     |
| Tremulant           |        |

| Pedal C–f1  |     |
| Subbaß      | 16′ |
| Octavbaß    | 8′  |
| Gedackt     | 8′  |
| Choralflöte | 4′  |
| Fagott      | 16′ |

- Koppeln: II/I, I/P, II/P